# Alejandría de Tróade

Mapa con algunas de las principales antiguas ciudades griegas de Eólida, en la zona septentrional de Asia Menor. Alejandría de Tróade figura en la costa, enfrente de Ténedos.

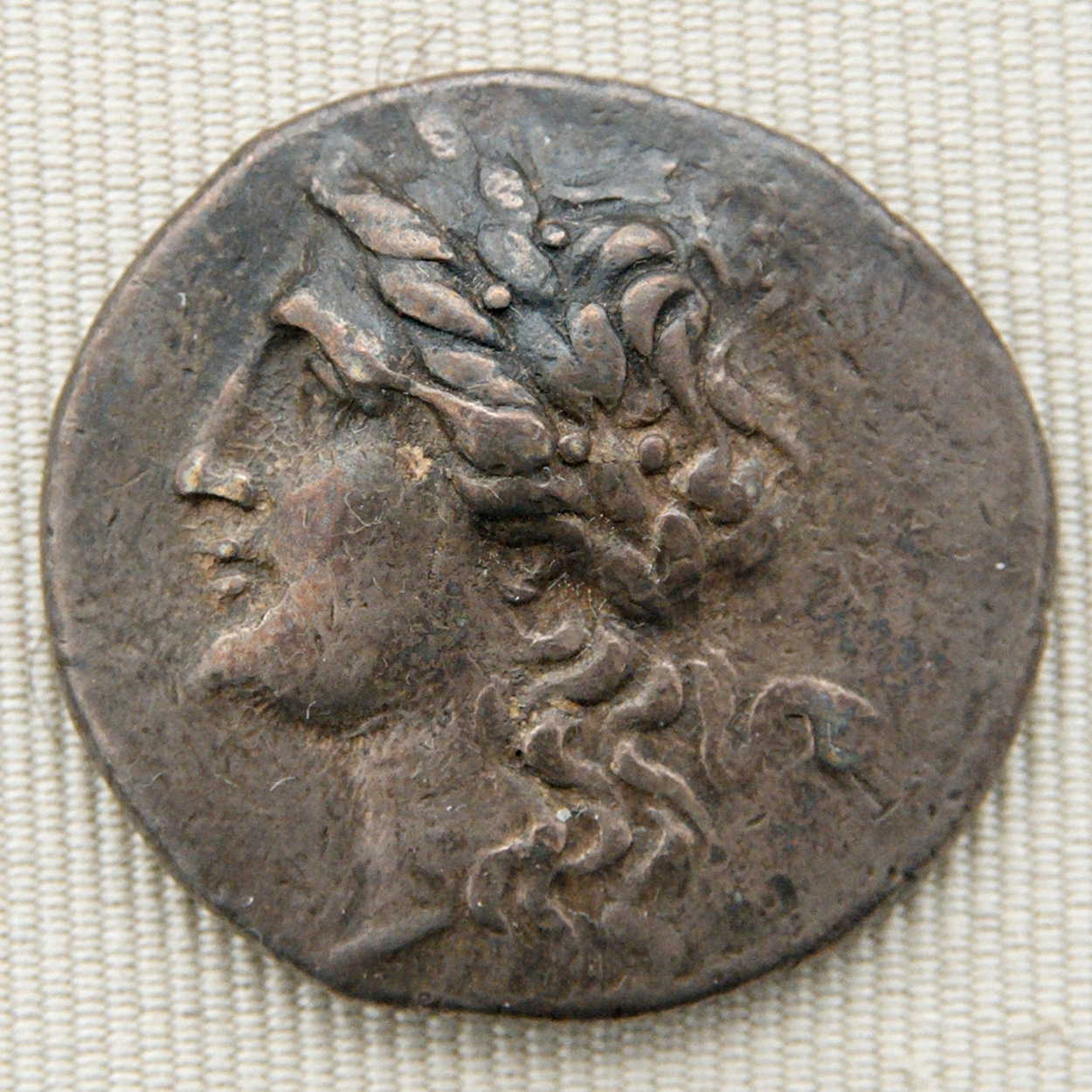
Tetradracma de plata de Alejandría de Tróade, hacia 107-95 a. C. Anverso: cabeza de Apolo laureado mirando hacia la izquierda.

Alejandría de Tróade (en griego antiguo: Ἀλεξάνδρεια Τρώας, en turco: Eski Stambul) fue una antigua ciudad griega, portuaria, situada en la costa de la Tróade, en el noroeste de Asia Menor, que corresponde a la moderna Eski Istanbul. Estaba en la actual provincia de Çanakkale, en Turquía, enfrente de la isla de Bozcaada (antigua Ténedos). Se encuentra al sureste de la moderna Dalyan, un pueblo en el distrito Ezine de la provincia de Çanakkale. El sitio se extiende sobre una superficie estimada de 400 ha; entre las pocas estructuras que quedan hoy en día se encuentran unas termas romanas, un odeón, un teatro griego, un gimnasio. Aún se puede rastrear el circuito de las antiguas murallas.

## Historia

### Época helenística
Fue fundada en 310 a. C. en el lugar que antiguamente se había llamado Sigia (Σιγία) por el diádoco Antígono I Monóftalmos y dotada de un puerto artificial. Primero fue llamada Antigonea, y reagrupaba el territorio de otras nueve aldeas o ciudades, incluida Neandria, porque Antígono deseaba disponer de una poderosa ciudad comercial en la entrada del Helesponto. Los primeros habitantes fueron poblaciones campesinas desplazadas a la fuerza por Antígono desde las antiguas localidades, sobre todo de Escepsis, hacia la nueva ciudad.
Cuando Lisímaco, otro diádoco, reemplazó a Antígono, dio a Antigonea su nombre definitivo de Alejandría de Tróade, en honor de Alejandro Magno. Lisímaco autorizó a varios de los desplazados a volver a unir sus antiguos poblados, y casi todas las ciudades inicialmente integradas en Alejandría terminaron por recobrar su independencia. A pesar de todo, Alejandría experimentó un gran desarrollo en la época de Lisímaco.
Posteriormente, Alejandría formó parte del Reino de Pérgamo.

### Época romana
En  época romana era el principal puerto del noroeste de Asia Menor, el lugar prosperó enormemente, convirtiéndose en una «ciudad libre y autónoma» ya en el año 188 a. C. y los restos existentes atestiguan suficientemente su antigua importancia. En su apogeo, la ciudad pudo haber tenido una población de alrededor de 100 000 habitantes.  En tiempos de Estrabón, recibió una colonia romana, sin duda en tiempos de Augusto (Colonia Alexandria Augusta Troas), que la restauró y embelleció. En la época de Adriano se construyó un acueducto. Fue considerada por Julio César, Augusto y Constantino I el Grande como posible nueva capital del Imperio romano.
A partir del 130, fue incorporada a la provincia romana de Asia . Augusto y el emperador romano Trajano, así como el mecenas Herodes Ático, contribuyeron a su restauración y a su embellecimiento.
En la época romana, era un puerto importante para viajar entre Anatolia y Europa. Según el relato de los Hechos de los Apóstoles, el apóstol Pablo de Tarso navegó por primera vez a Europa desde Alejandría de Tróade, y regresó allí desde Europa (se dice que allí ocurrió el episodio de la resurrección de Eutico. Ignacio de Antioquía también se detuvo en esta ciudad antes de continuar hacia su martirio en Roma.

### Época bizantina
Perteneció al Imperio bizantino a partir del 476.
Se conocen varios de sus obispos posteriores: Marino en 325; Niconio en 344; Silvano a principios del siglo V; Pionio en 451; León en 787; Pedro, amigo del patriarca Ignacio de Constantinopla, y adversario de Miguel, en el siglo IX. En el siglo X, Alejandría de Tróade aparece como sufragánea de Cícico y distinta de la famosa Troya; no se sabe cuándo fue destruida la ciudad y desapareció la diócesis. El obispado sigue siendo una sede titular de la Iglesia católica con el nombre de Tróade, vacante desde 1971.
Alejandría  es también sede titular de la Iglesia ortodoxa oriental bajo el patriarcado ecuménico de Constantinopla.El obispo Savas (Zembillas) de Tróade  fue jerarca de 2002 a 2011, y luego se convirtió en el metropolitano Savas (Zembillas) de Pittsburgh en la Archidiócesis ortodoxa griega de América.

### Época otomana
Turcos oguz de  Karasi se establecieron en la zona en el XIV. Sus beylicatos fueron conquistados por los otomanos en 1336. Las ruinas de Alejandría de Troáde pasaron a ser conocidas entre los turcos como Eski Stambul, la “Ciudad Vieja”. Las piedras del lugar fueron muy saqueadas como material de construcción. En el siglo XVII, Mehmed IV la saqueó y se llevó columnas para adornar su Mezquita Yeni Valide de Estambul. A partir de mediados del siglo XVII, el yacimiento sirvió como "lugar de acecho para los bandetti".

### Época moderna
En 1911, el emplazamiento había sido invadido por robles de Valonia y saqueado en gran medida, pero aún podía trazarse el circuito de las antiguas murallas, que en varios lugares se conservaban bastante bien. 
Tenían una circunferencia de unos diez kilómetros y estaban fortificadas con torres a intervalos regulares. En esta zona se encuentran los restos de un antiguo complejo de baños y gimnasio; este edificio se conoce localmente como Bal Saray (Palacio de la Miel) y fue dotado originalmente por Herodes Ático en el año 135. Trajano construyó un acueducto que aún puede rastrearse. 
El puerto contaba con dos grandes dársenas, hoy casi colmatadas por la arena. 
Es objeto de un estudio realizado a principios del siglo XXI por arqueólogos alemanes que excavaron y realizaron prospecciones en el lugar. 
Su excavación descubrió los restos de un gran estadio que data de alrededor del 100 a. C.